# جيم هاكيت
جيم هاكيت (بالإنجليزية: Jim Hackett)‏ هو لاعب كرة قاعدة أمريكي، ولد في 1 أكتوبر 1877 في جاكسونفيل في الولايات المتحدة، وتوفي في 28 مارس 1961 في دوغلاس في الولايات المتحدة.

## وصلات خارجية
- جيم هاكيت على موقعبيزبول رفرنس.كوم (الدوري الرئيسي) (الإنجليزية)
- جيم هاكيت على موقعبيزبول رفرنس.كوم (الدوري الثانوي) (الإنجليزية)